# Takeo Matsuda
Takeo Matsuda (født 13. oktober 1961) er en tidligere japansk fodboldspiller og træner.
Han har spillet for flere forskellige klubber i sin karriere, herunder Fujitsu.
Han har tidligere trænet Tokyo Verdy.